# Lesna čebela
Lesna čebela (znanstveno ime Xylocopa violacea) je dokaj nenapadalna divja čebela iz rodu lesnih čebel in največja čebela v Sloveniji, ki je razširjena po Evropi in Aziji.
Kot večina čebel iz rodu Xylocopa si tudi ta vrsta gnezda ustvarja v odmrlem lesu, po čemer je dobila slovensko ime.

## Opis
Lesne čebele zimo preživijo kot odrasli osebki v hibernaciji in se prebudijo v aprilu ali maju. Običajno prezimijo v zapuščenih rovih svojih gnezd v odmrlem lesu. Spomladi začnejo iskati partnerje in primerna mesta za ustvarjanje gnezd. Oplojene samice začnejo v primeren les kopati tunel, včasih pa za gnezdo uporabijo opuščene rove prejšnjih generacij.
Kot pri ostalih vrstah samotarskih čebel tudi samice lesnih čebel same izdelajo rov in gnezdo. Jajčeca odloži v niz majhnih celic, v katere nanese kroglice cvetnega prahu, s katerim se hranijo ličinke. Odrasle čebele se razvijejo pozno poleti, nato pa se po krajšem času umaknejo v primerna skrivališča, kjer prezimijo.

## Razširjenost
Lesna čebela je razširjena po celotni celinski Evropi, njen življenjski prostor pa sega vse do Srednje Azije. V Indiji je razširjena v severnem delu regij Jammu in Kašmir ter Pundžab.
Leta 2006 so lesno čebelo opazili tudi v mestu Cardigan v Walesu, poročila iz leta 2007 pa opisujejo prvo parjenje teh čebel v Angliji, ki se je zgodilo v grofiji Leicestershire. V Anglijo se je lesna čebela razširila iz Francije, Nemčije in Kanalskih otokov. Leta 2010 so vrsto opazili tudi v Northamptonshiru in Worcestershiru.

## Galerija
- Samec
- Samica
- Lesna čebela; Barcelona, Španija